# Louis-Joseph de La Fitte de Pelleport
Louis-Joseph de La Fitte (28 juillet 1757 à Stenay - 1826 à Danilovski), chevalier puis marquis de Pelleport, est un miniaturiste, militaire et administrateur français.

## Biographie
Il est le second fils de Gabriel-René (1724 – 15 octobre 1783 à Versailles) et de Marthe-Marie-Catherine de Geoffre de Chabrignac de Condé. Son parrain est Louis-Joseph de Sabattin.
Admis à La Flèche en 1766 et à l'École militaire en 1771, il est officier du second régiment des chasseurs à cheval, chevalier de l'ordre militaire et hospitalier de Notre- Dame du Mont-Carmel et de Saint-Lazare. Il est aussi connu pour ses miniatures.
Marié à Elisabeht Drappier de Marloy en 1793, il est juge de paix du canton de Rocroi avant d'être enfermé à Reims en août 1794 sous prétexte d'aristocratie, « condamné comme ci-devant noble et suspect ». Il s'exile en Caroline auprès de sa sœur et regagne la France en 1798. Il obtient alors le charge de contrôleur des octrois à Lyon et réside à Moulins. Après le décès de sa femme, il intègre les armées napoléoniennes où il sert durant dix ans.
Fait prisonnier par les Russes au siège de Dantzig en 1813, puis interné en Courlande, il demeure en Russie jusqu'à sa mort en 1826 à Danilovski, district de Moscou où il s'établit comme peintre en miniature. Il épouse en Courlande Dorothée-Bogdanowna Wartmann. Il réside alors au château de Krukowo.
Il est le père de :
- Wladimir de La Fitte (16 février 1818-1870), comte de Pelleport, écrivain français connu sous le pseudonyme de Piotre Artamov, né au château de Krioukovo (Viazma), le 28 février 1818, demeurant plus tard à Chiddes dans la Nièvre.
- Charles-Eugène Antoine de La Fitte (1813-1901). Marié deux fois en Russie « il devint conseiller d’État. Il résida à Orel et eut une postérité qui n'était plus représentée - dernièrement – que par un fils qui était dans une situation voisine de l'indigence.